# Crassula nyikensis
Crassula nyikensis (лат.) — вид суккулентных растений рода Толстянка (Crassula) семейства Толстянковые (Crassulaceae), естественно произрастающий на территории Малави.

## Название
Родовое латинское название Crassula происходит от латинского слова crassus, — «толстый», в основном из-за присутствия у растений этого рода сочных листьев.
Видовой латинский эпитет nyikensis указывает на место произрастания растения — плато Ньика в Малави.

## Ботаническое описание
Кустарник невысокий и очень ветвистый. Старые ветки деревянистые, покрытые прочными, плотными, высохшими листьями прошлых лет; молодые ветки достигают до 5 см в длину, заканчиваются круглыми листовыми розетками диаметром до 2 см, либо остаются без плодов, либо окружают основной цветок. Листья розеток могут быть размером до 1,2 × 1 см, плотные, разной формы, от широких до круглых, на вершине закругленные, с краем, усыпанным белыми волосками, сидячие и сросшиеся у основания, плоские, вогнутые, мясистые и зеленые в свежем виде, становясь немного жесткими и коричневатыми, темно-красновато-коричневыми или почти черными при высыхании; старые листья располагаются широко и, в конце концов, немного согнуты, почти черные, а молодые — прямые.
Цветоносы достигают до 10 см в длину, прямые, короткие и почти покрытые волосками, облиственные от основания до соцветия, с плотными, изогнутыми листьями, причем самые нижние похожи на листья розеток и длиннее междоузлий, а остальные последовательно уменьшаются и относительно толще, длиннее или почти равны междоузлий. Цветки пятичленные; чашелистики длиной 1,5–2 мм, треугольные, к острому концу заостренные, с краем, иногда покрытым короткими белыми волосками, редко без них. Лепестки шириной 1,5–1,75 мм, обратнояйцевидные, острые, гладкие. Листовки длиной 2,25–2,5 мм.

## Таксономия
Crassula nyikensis Baker, первое упоминание в Bull. Misc. Inform. Kew 1897: 265 (1897).
Согласно данным GBIF на март 2024 года таксон имеет ранг подвида Crassula globularioides subsp. globularioides (Britten. (1871). In: Fl. Trop. Afr. (Oliv. Et al.) 2: 389).

### Синонимы
Гетеротипные (основанные на разных номенклатурных типах):
- Crassula whyteana Schönland (1909)